# Fundación Reina Sofía
La Fundación Reina Sofía es una organización sin ánimo de lucro española enfocada en proyectos de educación, inclusión social, medio ambiente, la mujer y en la investigación en salud, en particular la investigación sobre el alzheimer en el Centro Alzheimer de la Fundación Reina Sofía en Madrid.
La fundación tiene proyectos por todo el mundo, en particular en España, Centroamérica (Honduras, Guatemala y El Salvador), Ecuador, Perú y en África Occidental.

## Historia

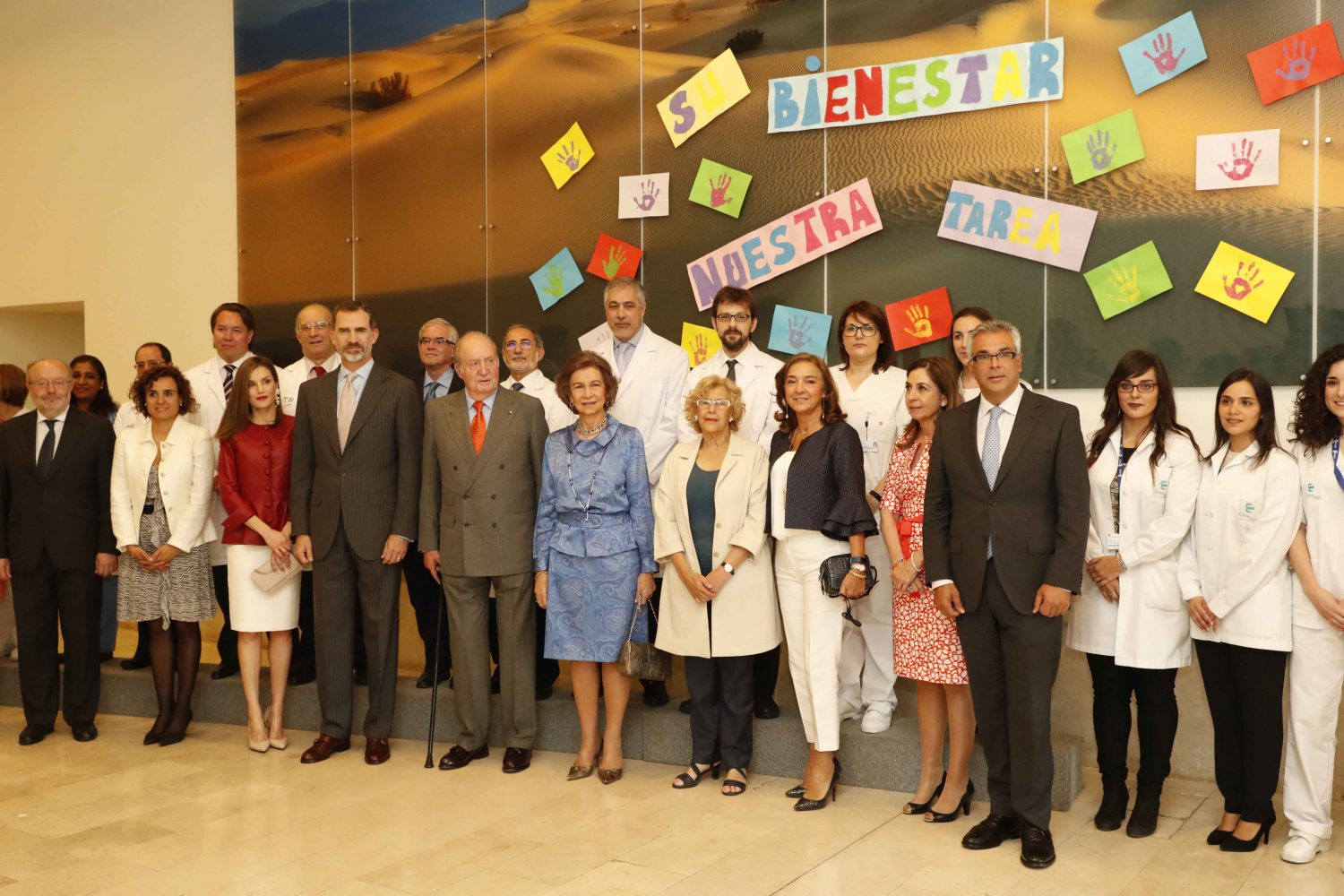
Celebración en el 2017 para el 40 aniversario de la fundación en el Centro Alzheimer de la Fundación Reina Sofía.

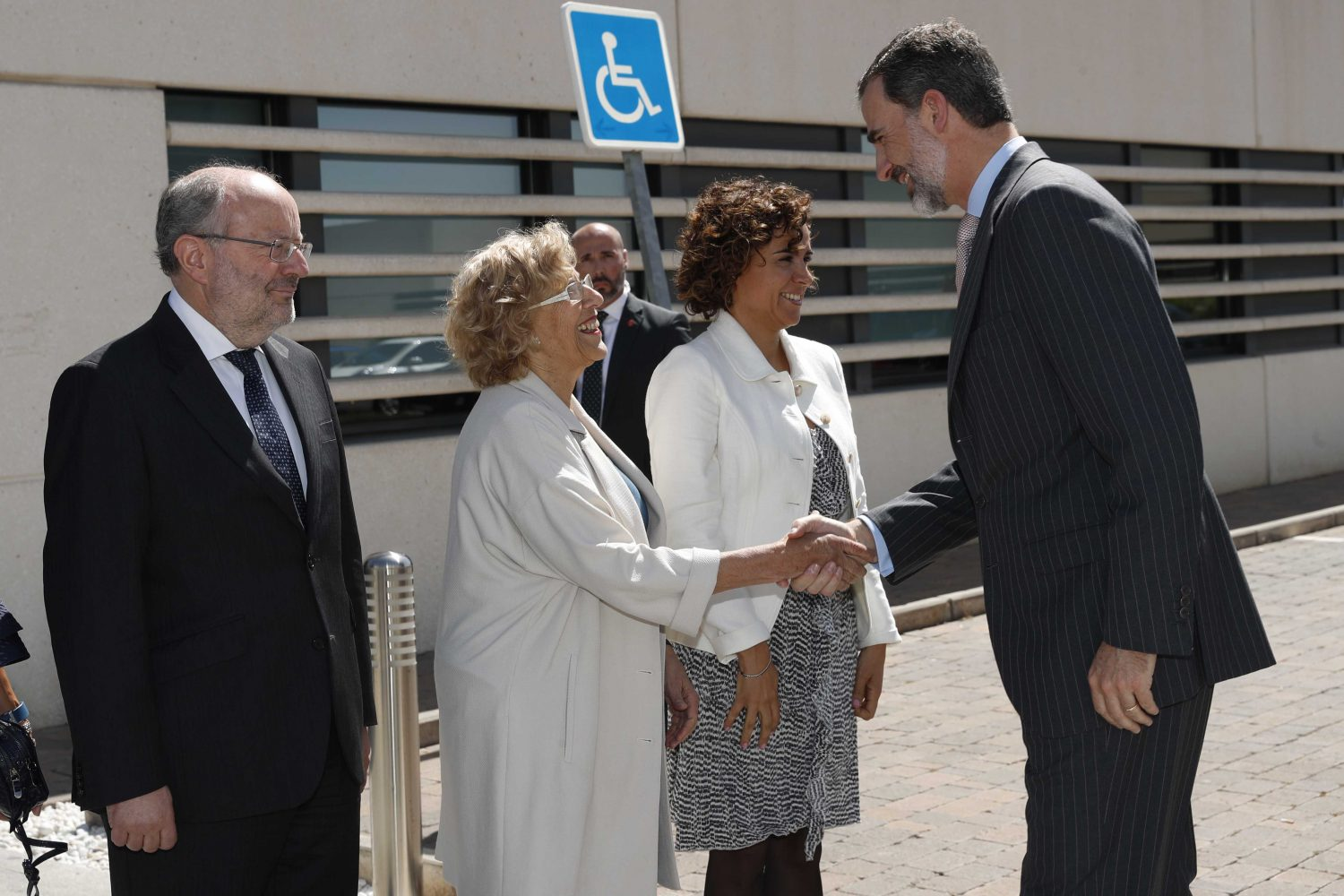
El rey Felipe VI y la alcaldesa de Madrid, Manuela Carmena en la fundación.

La fundación fue establecida el 17 de mayo de 1977. En el 2007 se inauguró el Centro Alzheimer de la Fundación Reina Sofía en el barrio de Vallecas de Madrid. En el 2017 se celebró el 40 aniversario de la fundación.

## Patronato
La presidenta de la fundación es la Reina Sofía. El patronato está constituido de entre seis a diez vocales, entre de los que se nombre un comité ejecutivo.

### Vocales
En el 2020 la fundación tenía seis vocales. El primer vocal es Domingo Martínez Palomo, vicepresidente de la fundación, seguido por Alfonso Sanz Portolés, Arturo Luis Coello Villanueva, Laura Hurtado de Mendoza y Maldonado, María Eugenia Simón Sánchez y José Luis Nogueira Guastavino, el actual vocal secretario.

### Comité ejecutivo
Entre los vocales se nombra el comité ejecutivo. En el 2020, el comité era compuesto por Arturo Luis Coello Villanueva (presidente), Laura Hurtado de Mendoza y Maldonado, María Eugenia Simón Sánchez y José Luis Nogueira Guastavino (secretario).

## Centro Alzheimer de la Fundación Reina Sofía

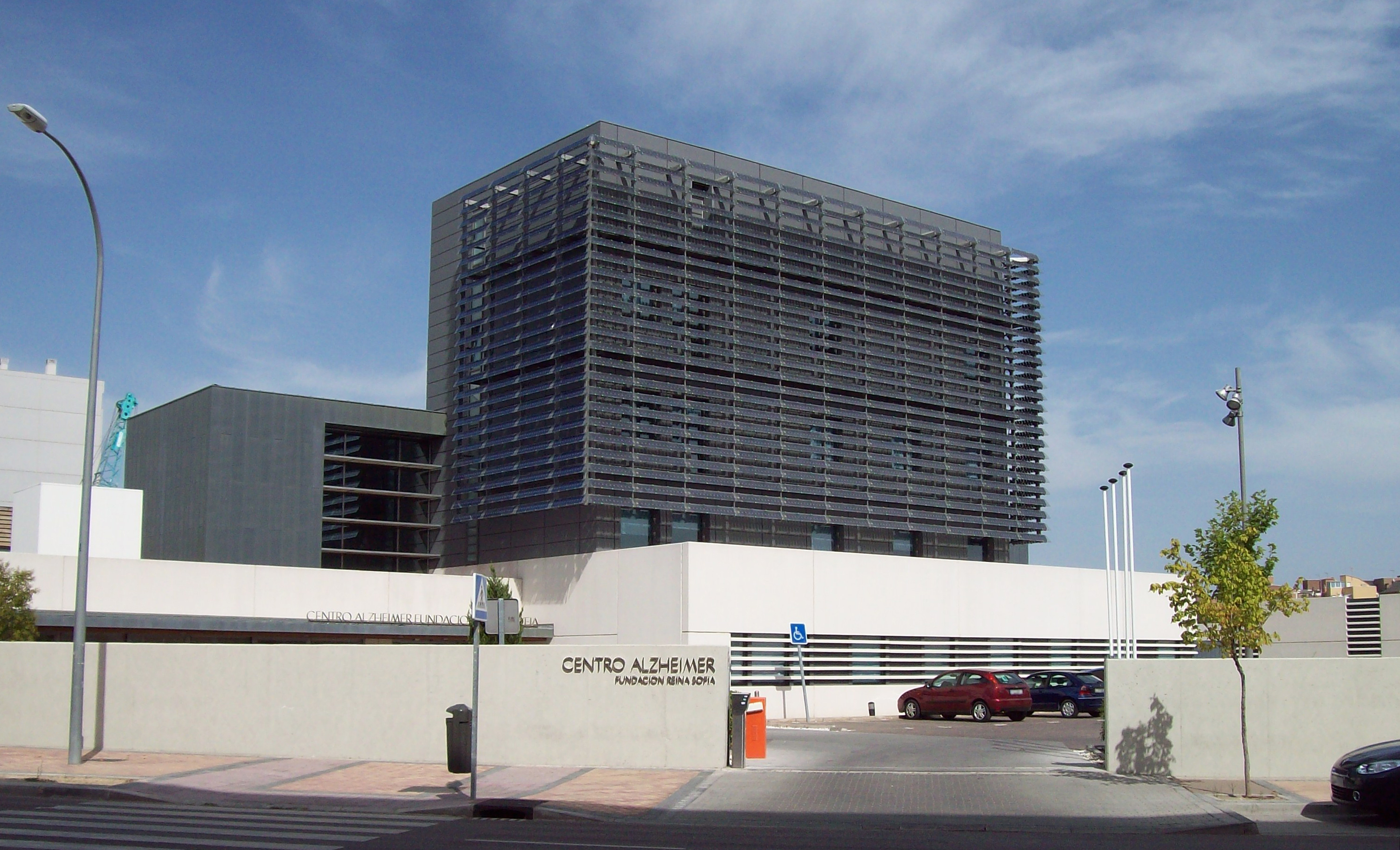
Centro Alzheimer de la Fundación Reina Sofía, fundado en el 2007.

El Centro Alzheimer de la Fundación Reina Sofía es un centro y residencia fundada por la fundación para personas con alzheimer. El centro está ubicado en Madrid en el barrio de Vallecas y fue inaugurado el 8 de marzo de 2007 por la Reina Sofía.